# Igreja de Nossa Senhora da Luz (Ponta do Sol)
A Igreja de Nossa Senhora da Luz é a igreja matriz da Ponta do Sol, Região Autónoma da Madeira, foi edificada em finais do século XV.
No interior da igreja existe uma pequena capela dedicada a Nossa Senhora do Patrocínio, mandada construir por Rodrigues Eanes, o Coxo, em testamento de 1486, onde se encontra, também, a laje tumular de Rodrigues Anes, o Coxo, que apresenta inscrição em letra gótica.
A fachada que hoje se nos apresenta data de 1708, ano em que foi demolido o frontispício do templo, com o seu portal manuelino, para avanço do corpo da Matriz.
A igreja reúne preciosas alfaias religiosas em prata e diversas imagens, sendo de destacar o tecto da capela-mor, em estilo hispano-árabe, e a pia baptismal, oferecida pelo rei D. Manuel I, em cerâmica verde, de gosto mudéjar, um exemplar único no país.